# Bom Jardim (Pernambuco)
Bom Jardím es un municipio brasileño del estado de Pernambuco. El municipio está formado por el distrito sede, y los distritos de Umari, Bizarra, Encruzilhada y Tamboatá. Tiene una población estimada al 2020 de 39.983 habitantes.

## Historia
La fundación de Bom Jardim está envuelta en una poética leyenda. El poblado se desarrolló en el entorno de una capilla en homenaje a Santa Ana. Sus primeros habitantes fueron mecaderes de algodón del sertón de Paraíba, con gran afluencia de troperos que buscaban el algodón bruto en Campina Grande para comercializarlo en Recife.
La iglesia matriz, en estilo toscano, fue construida por misioneros capuchinos en 1876.
Sobre el nombre Bom Jardím (en español: Buen Jardín) hay una leyenda, según la cual el primer propietario de las tierras de la región a inicios del siglo XVIII contrató un capellán para dar asistencia religiosa a la población local. El capellán se estableció en una elevación, un lugar lleno de árboles frondosas y lapachos circundado por un riacho. Extasiado con la belleza del lugar, el capellán exclamó: "Este sí es un buen Jardín!", a partir de ahí se pasó a llamar el cura del buen Jardín.
En la época de su creación, el municipio de Bom Jardim tenía cerca de 2 273 km², incluyendo toda la Microrregión del Alto Capibaribe, y más de la mitad de la Microrregión del Meso Capibaribe.
Al pasar los años, el municipio perdió su enorme territorio para la creación de 15 municipios: Surubim, João Alfredo, Macaparana, Son Vicente Férrer, Machados, Taquaritinga do Norte, Orobó, Vertente do Lério, Salgadinho, Casinhas, Vertentes, Frei Miguelinho, Santa Cruz do  Capibaribe, Santa Maria do Cambucá  y Toritama.

### Cronología municipal
- 29 de diciembre de 1757 - Es creada la freguesia de Bom Jardim.[5]
- 16 de agosto de 1800 - El pueblo de Bom Jardim recibe los foros de Distrito.
- 19 de mayo de 1870 - La Ley Provincial 922 crea el municipio de Bom Jardim, desglosado del territorio de Limoeiro. La sede es elevada a la categoría de villa.
- 19 de julio de 1871 - Es instalada la Cámara de Bom Jardim, conforme comunicado a través de oficio del 24 de julio del mismo año.
- 24 de mayo de 1873 - Se produce la creación de la Comarca de Bom Jardim.
- 4 de febrero de 1879 - Elevación de la sede la categoría de ciudad.

El municipio, sin embargo, se estableció oficialmente el 10 de julio de 1893.